# The Day of the Robot
The Day of the Robot è il terzo album in studio del chitarrista statunitense Buckethead, pubblicato il 30 aprile 1996 dalla Submeta Records.

## Il disco
Conosciuto anche come l'album jungle di Buckethead a causa della partecipazione del "beat scientist" britannico DJ Ninj, collaboratore occasionale di Bill Laswell, il titolo del disco trae ispirazione da un episodio della serie televisiva L'uomo da sei milioni di dollari intitolato appunto Day of the Robot.
Le canzoni dell'album, specialmente Destroyer e Flying Guillotine, vedono un impiego da parte di Buckethead di riff estremi richiamanti all'heavy metal alternati a repentini cambiamenti fino a raggiungere beats lenti.

## Tracce
Musiche di Buckethead.
1. Destroyer – 13:03
2. Flying Guillotine – 7:24
3. Quantum Crash – 6:02
4. Collision – 8:23
5. Caution Drop – 8:17

## Formazione
Musicisti
- Buckethead – chitarra
- Ninj – basso, batteria, tastiera
- Bill Laswell – basso profondo, batteria

Produzione
- Bill Laswell – produzione
- Registrato ai Coast Recorders di San Francisco (California) e ai Greenpoint Studio di Brooklyn (New York)
- Tracce ritmiche dei brani 2, 3, 4 e 5 create nel Regno Unito da Ninj
- Missato e masterizzato ai Greenpoint
- Ingegnere a San Francisco: Oz Fritz
- Assistente: Mike Johnson
- Ingegnere ai Greenpoint: Robert Musso
- Masterizzato da Robert Musso e Anton Fier